# 能勢妙見山
能勢妙見山（のせみょうけんざん）是位在日本大阪府豐能郡能勢町的寺院，日蓮宗真如寺境外佛堂。山號「無漏山」（むろざん）。本尊妙見菩薩、開基（創立者）為能勢賴次、開山（初代住持）為日乾。也稱能勢妙見堂或能勢妙見宮。北極星信仰之聖地。

## 關連項目
- 妙見山

## 外部連結
- 能勢妙見山 （页面存档备份，存于）